# 14-та піхотна дивізія (Третій Рейх)
14-та піхотна дивізія (Третій Рейх) (нім. 14. Infanterie-Division) — піхотна дивізія Вермахту за часів Другої світової війни. З 15 жовтня 1940 дивізія була переформована на 14-ту моторизовану дивізію.

## Історія
14-та піхотна дивізія була створена 1 жовтня 1934 в Лейпцизі в 4-му військовому окрузі (нім. Wehrkreis IV).

## Райони бойових дій
1-ше формування
- Німеччина (жовтень 1934 — серпень 1939);
- Польща (вересень 1939);
- Німеччина (Західний Вал) (жовтень 1939 — травень 1940);
- Франція (травень — жовтень 1940);
- Німеччина (жовтень 1940).

2-ге формування
- СРСР (центральний напрямок) (липень 1943 — червень 1944);
- Польща (серпень 1944 — січень 1945);
- Німеччина (січень — травень 1945).

## Командування

### Командири
1-ше формування
- генерал від інфантерії Еріх Фрідерікі (нім. Erich Friderici) (1 жовтня 1934 — 15 жовтня 1935);
- генерал кавалерії барон Франц Кресс фон Крессенштайн (нім. Franz Freiherr Kreß von Kressenstein) (15 жовтня 1935 — 6 жовтня 1936);
- генерал-лейтенант Петер Веєр (нім. Peter Weyer) (6 жовтня 1936 — 15 червня 1940);
- генерал-майор Лотар Рендуліч (нім. Lothar Rendulic) (15 червня — 5 жовтня 1940);
- генерал-лейтенант Фрідріх Фюрст (нім. Friedrich Fürst) (5 — 15 жовтня 1940).

2-ге формування
- генерал-лейтенант Герман Флерке (нім. Hermann Flörke) (1 липня 1943 — 15 грудня 1944);
- генерал-лейтенант Еріх Шнайдер (нім. Erich Schneider) (15 грудня 1944 — ? 1945);
- генерал-майор Пауль фон Белов (нім. Paul von Below) (? 1945);
- оберст Кірх (нім. Kirch) (? 1945);
- генерал-майор Вернер Шульце (нім. Werner Schulze) (березень — квітень 1945).

## Нагороджені дивізії
Нагороджені дивізії
Нагороджені Сертифікатом Пошани Головнокомандувача Сухопутних військ для військових формувань Вермахту за збитий літак противника (4)
- 10 грудня 1941 — 6-та рота 11-го моторизованого полку за дії 20 листопада 1941 (№ 42);
- 16 травня 1942 — 6-та рота 11-го моторизованого полку за дії 27 січня 1942 (№ 120);
- 11 лютого 1943 — 1-ша рота 53-го моторизованого гренадерського полку за дії 17 серпня 1942 (№ 313);
- 11 лютого 1943 — штабна рота 11-го моторизованого полку за дії 1 серпня 1942 (№ 320).

|  | Кавалери Нагрудного знаку ближнього бою в золоті                                                         | 6 |
|  | Кавалери Золотого Німецького Хреста                                                                      | 148 |
|  | Кавалери Срібного Німецького Хреста                                                                      | 4 |
|  | Кавалери Лицарського хреста Залізного хреста з Дубовим листям                                            | 5 (№ 345 оберст-лейтенант Курт Вальтер — 05.12.1943 № 565 генерал-лейтенант Герман Флерке — 02.09.1944 № 768 генерал-лейтенант Еріх Шнайдер — 06.03.1945 № 771 гауптман Вольфганг Руст — 11.03.1945 № 800 майор Карл Ванка — 23.03.1945) |
|  | Кавалери Лицарського хреста Залізного хреста                                                             | 24 (у тому числі 1 - непідтверджене) |
|  | Кавалери Почесної Відзнаки Сухопутних військ «Почесна пряжка на орденську стрічку для Сухопутних військ» | 50 |

- Нагороджені Сертифікатом Пошани Головнокомандувача Сухопутних військ (12)
- Нагороджені Сертифікатом Пошани Головнокомандувача Сухопутних військ за збитий літак противника (2)